# Rafał Oprzondek
Rafał Oprzondek (ur. 5 listopada 1969 w Tychach) to były polski piłkarz występujący na pozycji obrońcy. Swoją karierę zaczynał w 1987 roku w GKS Tychy. W ciągu całej swojej kariery Oprzondek czterokrotnie był graczem klubu. Oprócz tego grał także w MK Górniku Katowice, Stali Mielec, Okocimskim KS Brzesko, Ruchu Radzionków, Orle Mokre i Czarnych Piasek.